# 永井佑一郎
永井 佑一郎（ながい ゆういちろう、1977年11月6日 - ）は、日本のお笑い芸人。埼玉県春日部市出身。かつては吉本興業、ビクターミュージックアーツに所属していた。

## 来歴
- 当初は地元の友人である鈴木大介（現在は「ドリー」の名でバンド「RISINGTONES」のボーカルとして活動[1]）とコンビ「餃子会館」として活動していたが、相方が音楽の道に進むため2000年頃解散[1]。以降ピンで活動している[2]。
- NSC卒業後、一旦吉本を離れてホリプロが主催する養成所・目黒笑売塾に在学したこともあった。
- 2006年ごろから『エンタの神様』にて扮した「アクセルホッパー」でブレイク。
- 「R-1ぐらんぷり2006」、「R-1ぐらんぷり2015」では準決勝まで進出。
- 2009年4月13日配信の『S-1バトル』ではエハラマサヒロと共に『ゴージャスナイツ』として参戦した。
- 2015年3月12日、自身のTwitterにて、30代の一般女性と3月9日に結婚したことを報告[3]。
- 2016年6月、約150組の若手芸人のパッケージネタを監修しプロデュースする『永井佑一郎のNSC・超NSC』を開催。
- 2016年10月15日から2日間、『音ネタ個展』を恵比寿にあるライブハウス「BATICA」にて開催。永井本人が書いた絵画の展示、2006年〜2016年に製作したネタ音源を視聴機で聞けるといった個展を主催した。また、イベント中には自身の主催イベント「僕らのトーク」をゲリラで始めていた。
- 17 Liveのライバーとして配信活動中。
  - 2020年からはアイドルグループ『ベイビーポッパー』をプロデュース。（翌年解散）
- 2020年からは「リズムプランナー」としてリズムを提供し、結婚式でのオリジナル登場曲制作[4]をはじめ洋服のデザインなども行う[5]。
  - GOD GARLICとのコラボTシャツ「ゴッドギャーリック」を発売[6][7]。
  - 快眠用CD「10分グンナイツ」[8]のプロデュースも実施。
- 2021年5月31日を以って吉本を退所[9]、同年9月よりJ-BRAVEへ移籍し[10][11]、2022年8月からはビクターミュージックアーツ所属[12]。
- 2022年10月17日、うつ病を患っていることを告白した[13]。
- 2023年10月から　17LiveからTikTokLIVEに活動を移行して配信開始。
- 2024年5月31日をもってビクターミュージックアーツを退所。[14]

## ネタ
リズム系のネタが多い。代表的なネタとして「バカテンポ」「ナイツ」「♪みて〜」などがある。
最も新しい「テレテ」は自作のゆったりしたテンポの歌に載せて行う、テーマに沿ったショートコント集。

### 「バカテンポ」
「バカテンポ」とは、持ちネタの1つである。「パンパンスパパン」と軽快なリズムに乗せて、ネタを言う。
1. 「紅の夜に愛を込めて」（エンタの神様では「サタデーナイトに愛を込めて」、2006年4月8日以降は「サタデーナイトにおバカよ集まれ」）と言い、ネタを始める。
2. 「おバカなリズムとおバカなダンスで、紅の夜にバカテンポ」（エンタの神様では「おバカなリズムとおバカなダンスで、サタデーナイトにバカテンポ」、2006年4月8日以降は「おバカなテンポとおバカなダンスでサタデーナイトにバカ集合」）と言い、前出しする。
3. 以下を繰り返す。
  1. 「パンパンスパパン、バカテンポ」
  2. ネタタイトル（例：自動販売機）
  3. 「ポンポンスポポン」
  4. ネタ本文（例：ジュースを買ったら→やったぜ当たった→また当たった→また当たり？）
  5. 「ポンスポーンポンスポーン」
  6. オチ（oh 千円入れたの忘れてたのね！）
  7. 「パンパンスパパンバカテンポ」
4. 「闇に包まれ蜃気楼」（エンタの神様では「サタデーナイトにまた会おう」）とネタをしめる。

2023年11月1日より放送の日清食品「チキンラーメン」のCM『チキラーホッパー 篇』に同ネタが使用された。

## エピソード
- エンタの神様では「アクセルホッパー[16]」という名義で出演していた。また、エンタの神様では「パンパンスパパン」の部分は口パクであるため「お手軽」と酷評されることもある。その後「ナイツ」も何度か披露していたが、2008年以降は出演していない。
- TikTokのライブにて、「厚切りジェイソンは、オレと元ザブングルの加藤さんが一番面白い芸人だと言っていた。」との事。
- ネタ中は何かが憑依したかのように目が吊り上がり、顔つきが変わってしまうので、女性客からは「キモい」「コワい」などと言われたりするらしい。
- 小室哲哉は永井のリズム感に対して「これは外国人が作るビートなんだよ。君はそれを意識して作ってる?」と分析していた。そこから2008年にglobeのライブ出演で振り付けのオファーを受けていたが、同年の小室逮捕によりお流れとなった[17]。
- 『ダウンタウンのガキの使いやあらへんで!!』の「山崎邦正コソ泥裁判」において、山崎の「関〜係〜ないから〜」というギャグは自身の持ちネタの1つであった「問〜題〜ないから〜」からリズムをパクっていたことを暴露。永井本人は自身のブログのコメント欄にあったファンからの書き込みでこれを知ったという。また、お笑いライブの後の飲み会でも居酒屋の隣の席の客が、山崎のギャグが飲みコールとしても使われていた事も明かした。
- 視力が0.8あるのにも拘らず、レーシックの視力矯正手術を受けたと自身のブログで明かしている。
- 『爆笑レッドカーペット』では「中笑い」を出すのが多いため、MCの今田耕司からは「ミスター中笑い」と言われている。しかし2008年（平成20年）9月3日の放送では『大笑い』を出し、さらにカムバックレッドカーペットで『満点大笑い』を出したことで今田は「皆さん、生でサクセスストーリーを見ましたね」と評した。さらに2009年1月1日の放送では一発で『満点大笑い』を出してMC陣を驚かせた。

## 主催ライブ
- 僕らのトーク (2013年 - ) 
  - お客さんから事前にもらったアンケートをお題に即興で歌い語りする企画。ギター：嶋田修平（シマッシュレコード）、ドラム：岩橋淳（ビスケッティ）。渋谷シアターDから始まり、2015年には渋谷のイベントホールShibuya eggman、2016年にはルミネtheよしもとにて開催。出演者は斎藤司（トレンディエンジェル）、秋山竜次（ロバート）、佐久間一行、椿鬼奴など。
- テレテ王座決定戦 (2013年 - ) 
  - 持ちネタである『テレテ』のリズムに合わせて「だからなに!?」という空間を作れた人が勝利する大会。出演者は秋山竜次・山本博（ロバート）、佐久間一行、サカイスト、ラフ・コントロール、ペペなど。
- 流暢-1グランプリ (2014年 - ) 、誰が一番流暢に話せるか (2016年 - ) 
  - 総勢約150組の若手芸人のパッケージネタを作り、ライブ審査を通過したもののみが『永井佑一郎のNSC・超NSC』に通過できる。
- 永井佑一郎のNSC・超NSC (2016年 - )
  - 『〜パッケージネタ職人永井佑一郎の〜本気でパッケージネタ作るよ』の通過者約50組が参加。
- ジャグライブ (2016年 - ) 
  - パチスロ台「ジャグラー」を愛する芸人のトークライブ。メンバーはキャプテン渡辺、石川ことみ、バッケンレコード、ニッタロビンソン。

## 出演

### テレビ番組
- エンタの神様（日本テレビ系）- 「アクセルホッパー」名義。キャッチコピーは「バカテンポで夜踊（ナイトフィーバー）」他。
- おはスタ（テレビ東京系[注 3]）
- 爆笑ピンクカーペット（フジテレビ系）キャッチコピーは「あなたを朝まで眠らせナイツ」
- 爆笑レッドカーペット（フジテレビ系）キャッチコピーは「ナイナイ騎士（ナイツ）」→「問題ナイツ」→「ナイナイ騎士（ナイツ）」。コラボカーペットでは藤崎マーケット、小島よしお、モエヤン、あべこうじ、ゴー☆ジャスと共演
- お笑いDynamite!（TBS）キャッチコピーは「やるっきゃナイツ!」
- ヨシモト∞（CSヨシモトファンダンゴTV）
- 爆笑一番（秋田テレビ）
- 鬼のワラ塾（テレビ朝日）
- エンタの天使（日本テレビ）キャッチコピーは、「バカテンポで夜踊（ナイトフィーバー）」
- ウンナン極限ネタバトル! ザ・イロモネア 笑わせたら100万円 （TBSテレビ）-『ゴールドラッシュ』で3週勝ち抜き、イロモネア出場権獲得。
- EXE（TBSテレビ、2010年5月16日）-「EXILE Presents VOCAL BATTLE AUDITION2 〜夢を持った芸人達へ〜」
- ダウンタウンのガキの使いやあらへんで!! （日本テレビ系）-「山崎邦正コソ泥裁判!!」の後編にて前述のギャグをパクられた証人として出演
- ぐるぐるナインティナイン（日本テレビ系）-「おもしろ荘へいらっしゃい!」で「テレテ」を披露。
- スマートフォンデュ（テレビ朝日、2018年8月30日）- 新作ネタを披露。
- チャンスの時間（AbemaTV、2020年3月18日放送）- リズム提供
- 情報番組 マチコミ（テレビ埼玉、2020年8月21日、11月6日）- シークレットパーソナリティ

### インターネット番組
- casTY・ひかり荘で隔週土曜日21時30分 - 24時30分まで生チャット配信中。
- 街録ch〜あなたの人生、教えて下さい〜（YouTube番組）、【永井佑一郎出演回】